# Geomorfologické členění Brněnské vrchoviny

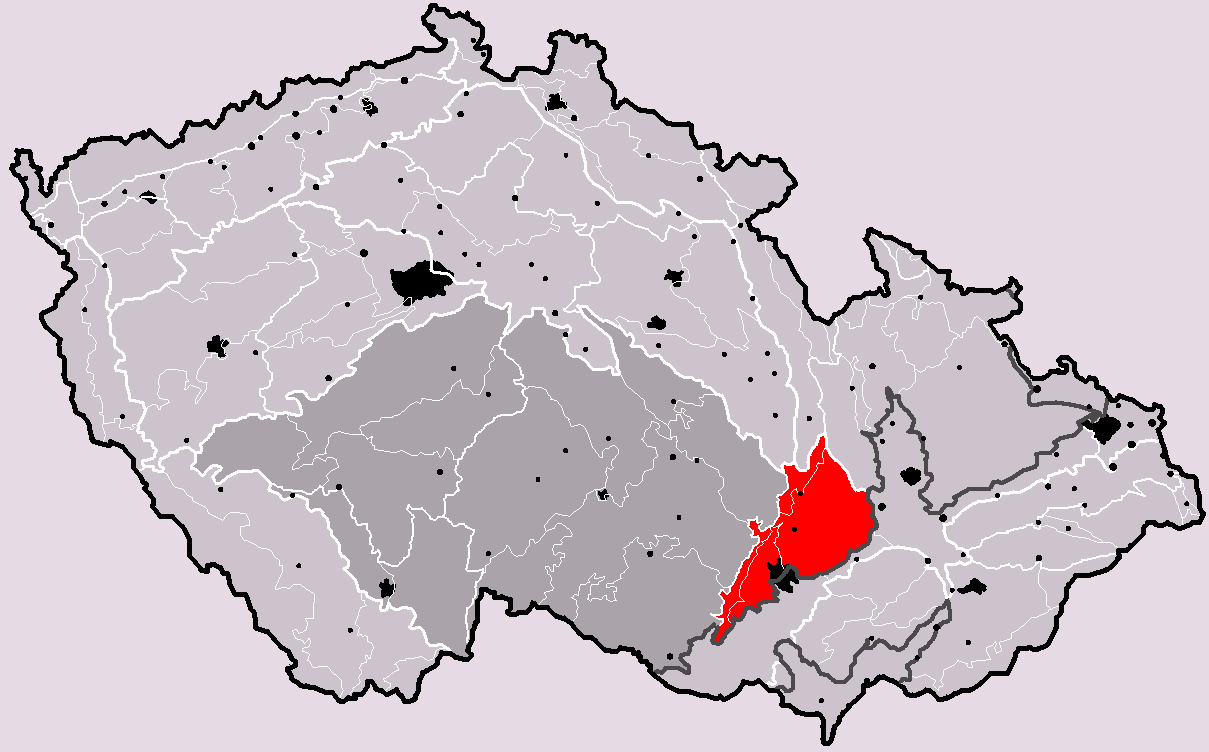
Brněnská vrchovina na mapě Česka

Brněnská vrchovina je  geomorfologická oblast na střední a jižní Moravě. Rozkládá se na ploše 2 041,97 km2 a nejvyšším vrcholem jsou Skalky (735 m). Náleží do provincie Česká vysočina a soustavy Česko-moravská subprovincie. Dělí se na 3 celky, 9 podcelků a 64 okrsků. Níže je uvedeno geomorfologické členění Brněnské vrchoviny až po úroveň okrsků. Rozdělení na nižší jednotky, tedy podokrsky a části, zatím chybí.

## Geomorfologické členění
Geomorfologická oblast
Geomorfologický celek
Geomorfologický podcelek
Geomorfologický okrsek
IID Brněnská vrchovina
IID-1 Boskovická brázda
IID-1A Oslavanská brázda
IID-1A-1 Šerkovická kotlina
IID-1A-2 Tišnovská kotlina
IID-1A-3 Chudčická pahorkatina
IID-1A-4 Veverskobítýšská kotlina
IID-1A-5 Hvozdecká pahorkatina
IID-1A-6 Rosická kotlina
IID-1A-7 Zbýšovská pahorkatina
IID-1A-8 Ivančická kotlina
IID-1A-9 Rokytenská pahorkatina
IID-1A-10 Moravskokrumlovská kotlina
IID-1B Malá Haná
IID-1B-1 Jevíčská sníženina
IID-1B-2 Chrudichromský hřbet
IID-1B-3 Krhovský hřbet
IID-1B-4 Lysická sníženina
IID-1B-5 Letovická kotlina
IID-1B-6 Svárovská vrchovina
IID-1C Žernovnická hrásť
IID-2 Bobravská vrchovina
IID-2A Leskounská vrchovina
IID-2A-1 Krumlovský les
IID-2A-2 Bohutický les
IID-2B Lipovská vrchovina
IID-2B-1 Trnovka
IID-2B-2 Jinačovický prolom
IID-2B-3 Babí hřbet
IID-2B-4 Medlánecká sníženina
IID-2B-5 Palackého hřbet
IID-2B-6 Žabovřeská kotlina
IID-2B-7 Špilberk
IID-2B-8 Pisárecká kotlina
IID-2B-9 Kohoutovická vrchovina
IID-2B-10 Střelická kotlina
IID-2B-11 Ořechovská pahorkatina
IID-2B-12 Silůvecká pahorkatina
IID-2B-13 Bránická kotlina
IID-2B-14 Hlínská vrchovina
IID-2B-15 Omická vrchovina
IID-2B-16 Žebětínský prolom
IID-2B-17 Bystrcká kotlina
IID-2C Řečkovicko-kuřimský prolom
IID-2C-1 Milonická sníženina
IID-2C-2 Zlobice
IID-2C-3 Kuřimská kotlina
IID-2C-4 Řečkovický prolom
IID-3 Drahanská vrchovina
IID-3A Adamovská vrchovina
IID-3A-1 Hořická vrchovina
IID-3A-2 Blanenský prolom
IID-3A-3 Mojetínský hřbet
IID-3A-4 Valchovský prolom
IID-3A-5 Škatulec
IID-3A-6 Rozsocháč
IID-3A-7 Výškůvka
IID-3A-8 Řícmanicko-kanický prolom
IID-3A-9 Bílovický hřbet
IID-3A-10 Obřanská kotlina
IID-3A-11 Soběšická vrchovina
IID-3A-12 Babí lom
IID-3A-13 Svinošický prolom
IID-3B Moravský kras
IID-3B-1 Suchdolské plošiny
IID-3B-2 Rudická plošina
IID-3B-3 Ochozské plošiny
IID-3C Konická vrchovina
IID-3C-1 Protivanovská planina
IID-3C-2 Štěpánovská planina
IID-3C-3 Plumlovská sníženina
IID-3C-4 Zdětínská plošina
IID-3C-5 Myslejovický hřbet
IID-3C-6 Bousínský les
IID-3C-7 Mokerská vrchovina
IID-3C-8 Jedovnicko-račická sníženina
IID-3C-9 Kojálská planina